# Karl Gustavsson (Stenbock)
Karl Gustavsson (Stenbock), född troligen 1537, död 10 januari 1609 i Adelsö församling, Uppland, var en svensk friherre och ståthållare på Kalmar slott.

## Biografi
Karl Gustavsson (Stenbock) var son till Gustav Olofsson (Stenbock) och Brita Eriksdotter (Leijonhufvud). Han blev 1580 lagman i Tiohärads lagsaga och ryttmästare för en fana Smålands ryttare, vilken han deltog i ryska kriget samma år. Blev förordnad till råd i krigssaker åt Pontus De la Gardie under fälttåget i Estland 24 augusti 1582. Karl Gustavsson fick Berga åtting och Annerstads gäll 20 juni 1583. Han var 1 juli 1583 kommissarie vid förhandlingarna med Ryssland och blev 1584 hovråd. Karl Gustavsson blev 3 september 1584 överste över alla svenska knektar och fick 1586 förläning häradshövdingsrätan i Vadsbo härad. Han följde i september 1587 med konung Sigismund till Polen, då han valts till kung i landet. Var närvarande vid ständermötet och riksdagen i Stockholm, samt underskrev ständernas färnyelse och förklaring av arvföreningen 7 mars 1590. Han blev 5 juni 1591 överste för de svenska knektarna och fick 1592 ett nytt förläningsbrev på Berga åtting och Annerstads gäll. Karl Gustavsson blev för 20 januari 1593 riddare och var från 1592 till 1593 kommissarie vid stilleståndsförhandlingar med Ryssland i Ivangorod. Han skrev under Uppsala mötes beslut 20 mars 1593 och fick 18 mars samma år fullmakt som överstebefallningsman på Kexholms fästning. Fick 19 mars 1593 Bolmsö fäll med Dannäs och Tannåkers i förläning och fik samtidigt befäl över de trupper, vilka i trakten av Viborgs slott sammandrogs till gränsförsvar, samt att vara Klas Flemings assisten med krigsfolkets hemsändande. Karl Gustavsson undertecknade 4 mars 1593 den finska adelns förskrivning i Åbo till konung Sigismund i Polen. Han reste 1596 till konung Sigismund i Polen och sändes av konungen samma år till Danmark. Karl Gustavsson förordnandes före 1 juni 1596 till ståthållare på Kalmar slott och Öland. Han återvände i september samma år till Sverige och 8 november uppgavs Kalmar slott och stad till honom. Den 4 juni 1597 uppgav Kalmar slott till hertig Karl. Karl Gustavsson fördes 1598 på hertigens befallning till Gripsholms slott och sattes där i fängelse. Vid Linköpings blodbad år 1600 klarade han sig nätt och jämnt från att bli avrättad. År 1603 fick han av hertig Karl brodern Olofs friherreskap Kungslena. Karl Gustavsson avled 1609 på Kurön i Adelsö socken och begravdes i Västerås domkyrka.
Han började som hovjunkare hos Johan III och var 1584 och 1585 hovråd. År 1597 måste han uppge Kalmar slott och överlämna sig själv som fånge åt hertig Karl. 
Reseskildraren Nils Matsson Kiöpings mor Magdalena Carlsdotter var sannolikt utomäktenskaplig dotter till Karl Gustavsson.

### Egendom
Karl Gustavsson ägde Kungslena i Kungslena socken, Toftaholm i Dörarps socken och Vik i Birkkala socken.

### Familj
Karl Gustavsson gifte sig 22 april 1593 i Åbo med Brita Claesdotter (Västgöte) (1563–1620), dotter till ståthållaren Claes Andersson (Västgöte) och Karin Hansdotter. De fick tillsammans barnen kammarherren Claes Stenbock (död 1632), Abraham Stenbock (död 1616), Gustaf Stenbock och Christina Sofia Stenbock (1603–1661) som var gift med kanslirådet Per Natt och Dag.